# Marquês de Vauvenargues
Luc de Clapiers, marquês de Vauvenargues, cujo nome era Luc de Clapiers (Aix-en-Provence, 6 de agosto de 1715 – Paris, 28 de maio de 1747) foi um escritor e moralista francês. Ele morreu aos 31 anos, com a saúde debilitada, tendo publicado no ano anterior - anonimamente - uma coleção de ensaios e aforismos encorajados por Voltaire, seu amigo. Ele recebeu primeiro aviso público em seu próprio nome em 1797 e, a partir de 1857, seus aforismos tornaram-se populares. Na história da literatura francesa, sua importância reside principalmente em sua amizade com Voltaire (20 anos mais velho).

## Vida
Ele nasceu em Aix-en-Provence na nobreza, mas sua família era pobre. Passou a juventude na casa da família, Château de Vauvenargues. A saúde frágil o impedia de seguir qualquer coisa, exceto uma escolaridade mínima; ele não estudou latim nem grego. Ele também sofria de problemas de visão. Na infância, ele se tornou amigo de Victor Riqueti, marquês de Mirabeau (nascido em 1715), pai da futura figura da Revolução Francesa, Mirabeau, e do futuro arqueólogo Jules-François-Paul Fauris de Saint-Vincens (nascido em 1718 ), com os quais ele se corresponderia avidamente assim que saísse de casa.
Na França daquela época, as únicas ocupações consideradas próprias para um nobre eram no exército ou na igreja. Aos 17 ou 18 anos, Vauvenargues embarcou na carreira militar, como cadete do Regimento do Rei. Em 1739, ele alcançou o posto de tenente; mais tarde, ele foi promovido a capitão. Em 1740, ele conheceu um colega oficial, um adolescente cerca de nove anos mais novo, Paul Hippolyte Emmanuel de Seytres, que se tornou um objeto permanente de devoção do autor. Os dois fizeram parte do desastroso Cerco de Praga (1742), a expedição à Boêmia em apoio aos projetos de Frederico II da Prússia na Silésia, em que os franceses foram abandonados por seu aliado. Seytres morreu na primavera, aos dezessete anos. O fascínio do futuro autor pelo menino persistiu pelos cinco anos restantes de sua própria vida. Dirigiu sua obra filosófica Conseil à un jeune homme (Conselhos a um jovem) a Seytres e fez um elogio fúnebre para ele, obra que Vauvenargues considerou uma das mais importantes de sua vida e que continuou a polir até seu própria morte. O Cerco de Praga arruinou Vauvenargues fisicamente. Em dezembro, quando metade do exército foi conduzido em uma retirada estratégica, suas pernas congelaram e, embora ele tenha passado um longo tempo no hospital em Nancy, ele nunca se recuperou completamente. Ele esteve presente na batalha de Dettingen, e em seu retorno à França ficou em Arras. Ele se aposentou do exército.
Ele começou a se corresponder com Voltaire em abril de 1743. Ele foi encorajado a recorrer à literatura por seu amigo, o marquês de Mirabeau, autor de L'Ami des Hommes e pai do estadista. Desejando entrar no serviço diplomático, durante dois anos fez pedidos a ministros e ao próprio rei Luís XV. Esses esforços foram infrutíferos, mas Vauvenargues chegou perto de garantir uma nomeação diplomática, graças à intervenção de Voltaire. Mas ele contraiu varíola, que o desfigurou, quase o deixou cego e o deixou com uma tosse crônica. Voltaire então pediu-lhe que lhe apresentasse suas idéias sobre a diferença entre Jean Racine e Pierre Corneille. Seu conhecimento amadureceu em uma amizade profunda.
Vauvenargues conseguiu mudar-se para Paris em 1745, onde viveu recluso. Entre as poucas pessoas com quem ele se socializou estavam Jean-François Marmontel e Voltaire. Ele continuou a se corresponder com Fauris de Saint-Vincens. Em 1746, ele publicou - anonimamente - seu único volume, uma coleção de escritos incluindo Introdução à la connaissance de l'esprit humain, com Reflexions e Maximes anexados. Voltaire implorou que publicasse uma segunda edição do livro com dicção aprimorada. Foi publicado no ano de sua morte (diferentes fontes discordam se ele viveu para ver a publicação da segunda edição).
Ele morreu em Paris em 28 de maio de 1747.

## Trabalhos
Na infância, ele desenvolveu uma grande admiração pela obra do antigo escritor grego Plutarco.
Apesar da escassez da obra de Vauvenargues, tem despertado considerável interesse. Um século após sua morte, Schopenhauer citou favoravelmente vários ditos de Vauvenargues, incluindo: "la clarté est la bonne foi des philosophes" [clareza é a boa fé dos filósofos], de Reflexões e máximas, 729, e: "personne n'est sujet a plus de fautes que ceux qui n'agissent que par reflexion "[ninguém está tão sujeito a cometer erros como aqueles que agem apenas na reflexão].
A principal distinção entre Vauvenargues e seu predecessor, François de La Rochefoucauld, é que Vauvenargues pensa nobremente no homem e se inclina mais para a teoria estóica do que para a epicurista. Ele foi chamado de estóico moderno.

## Obras publicadas
- Introduction à la connaissance de l’esprit humain, 1746
- Réflexions sur divers sujets - Fragments de la seconde édition de l'Introduction
- Conseils à un jeune homme - Adressés à Hippolyte de Seytres
- Discours sur la gloire adressé à un ami
- Discours sur les plaisirs adressé au même
- Éloge de Paul-Hippolyte-Emmanuel de Seytres
- Discours sur le caractère des différents siècles
- Discours sur les mœurs du siècle
- Discours sur l’inégalité des richesses
- Éloge de Louis XV
- Traité sur le libre arbitre, 1744
- Sur le libre arbitre
- Imitation de Pascal
- Méditation sur la foi
- Réflexions critiques sur quelques poètes
- Fragments
- Essai sur quelques caractères
- Réflexions et maximes, 1746
- Réflexions et maximes posthumes
- Dialogues posthumes
- Fragments posthumes
- Critique de quelques maximes de La Rochefoucauld

Obras completas
- Vauvenargues, Œuvres complètes, t. I, Paris, Archives Karéline, 2008, 342 p. (ISBN 978-2-35748-010-0
- Vauvenargues, Œuvres complètes, t. II, Paris, Archives Karéline, 2008, 400 p. (ISBN 978-2-35748-011-7
- Vauvenargues, Œuvres complètes, t. III, Paris, Archives Karéline, 2008, 332 p. (ISBN 978-2-35748-012-4
- Vauvenargues, Œuvres complètes et Correspondance, Paris, Coda, janvier 2009, 514 p., 15 cm × 21 cm (ISBN 978-2-84967-062-0 et 2849670626